# 無殼蝸牛運動
無殼蝸牛運動是1980年代末台灣的一起反對高房價的社會運動。1987年，財政部國有財產局標售中華航空總部附近土地創下當時天價，引發了台灣嚴重的房價狂飆期。當時民眾在所得並無明顯提高、房價卻在短期內快速上漲的情形下，產生對於房價高漲的不安情緒。面對高漲的不滿情緒，「無住屋者團結組織」於1989年6月底發起無殼蝸牛運動，積極進行一連串針對住宅議題的街頭造勢、立法與監督階段的活動。系列活動之一「萬人夜宿忠孝東路」，號召群眾在8月26日夜宿台北市忠孝東路，最終達成5萬人上街頭的運動成果，同時也是臺灣第一次以都市議題為主的社會運動。

## 背景簡述

### 社會面
1987年的臺灣，剛經歷解嚴、解除黨禁、報禁，但政府對於集會與結社，依然抱持著戒慎恐懼的心情。此時臺灣的社會面臨前所未有的解放，人民開始走上街頭，爭取應有的權益。1987年，高雄出現後勁反五輕運動；1989年，臺北出現無殼蝸牛運動；1990年，出現野百合學運。此時期的台灣民眾對於政治、社會議題的感知，正逐步覺醒，蘊藏著強大的社會能量。

### 經濟面
1989年是台灣經濟發展的高峰期，經濟發展長期仰賴出口導向模式，使台灣逐漸累積許多外匯。根據中華民國中央銀行全球資訊網顯示，美金的匯率由1986年的38元升到1989年的25元。此趨勢使國際資金湧入臺灣，打算在升值過程中賺取一筆，而這些資本在臺灣等待升值的同時，流入臺灣股市、房市，使得房市大漲。
根據《住宅學報》第十八卷第二期，當時台北市的「地價」從1986年的每坪6.7萬元快速升高到1989年的每坪25.1萬元，漲幅高達274.5%倍，房價上升速度相當驚人。記者何世昌也指出，在李登輝剛繼任中華民國總統的1988年，台北市新成屋、預售屋平均房價僅每坪16.4萬元，1989年大幅度飆漲到24.0萬元，一年房價漲幅高達46.3%。

## 運動歷程

### 緣起
面對1986年底以來狂飆的房價，1989年5月10日，臺北縣板橋市新埔國民小學教師李幸長及其同事們基於對高房價引起的社會不平，於新埔國小召開「無住屋者自救委員會」第一次籌備會，揭開無殼蝸牛運動序幕，觸發了台灣有史以來第一個以都市改革為議題的社會運動。

### 無殼蝸牛運動大事紀
無住屋者自救委員會起初僅有李幸長及其數位同事；後續逐漸加入了以國立臺灣大學建築與城鄉研究所為主的空間專業者，以及其他關心無住屋運動成員。
| 年   | 月 | 日 | 內容 |
| ---- | -- | -- | --- |
| 1989 | 6  | 11 | 無住屋救援會於國立臺灣師範大學綜合大樓舉行成立大會，共有38人出席，會後僅有25人加入組織。 |
| 1989 | 6  | 18 | 李幸長於台北國賓大飯店召開記者會，並有中華商場促進會、教師人權促進會、無自宅自力救濟協調會、石牌國小潘運欽教師所預計籌組的組織也都加入、支持組織運作。 |
| 1989 | 6  | 24 | 無住屋救援會在教師人權促進會商討組織和登記事宜，並邀請曾於中和、天母發起抵制不合理房價的幾位老師加入組織。 |
| 1989 | 6  | 28 | 組織正式名稱為無住屋者團結組織，另稱無殼蝸牛組織，確立了團結民眾、打擊不合理房價與房租的運動目標，以及夜宿忠孝東路的造勢行動。 |
| 1989 | 7  | 26 | 無住屋者團結組織正式向中華民國內政部提出申請，成立社團。 |
| 1989 | 8  | 12 | 中華民國內政部核准無殼蝸牛組織登記，全名為「中華民國無住屋者團結組織」。 |
| 1989 | 8  | 26 | 無住屋者團結組織發起夜宿忠孝東路活動，據估計當晚有4、5萬人參與，是台灣史上第一場以都市改革為議題的社會運動。 |
| 1989 | 9  | 8  | 無住屋者團結組織至內政部參加「制定房租管制辦法：管制房租、保障房客」早餐會。 |
| 1989 | 9  | 9  | 無住屋者團結組織代表前往教育部溝通，建議高教司成立「學生住宿問題專案小組」以解決學生租屋問題。 |
| 1989 | 9  | 13 | 無殼蝸牛智囊團正式成立，命名為專業者都市改革組織，結合建築、都市計劃背景的專家、學者。 |
| 1989 | 9  | 24 | 無住屋者團結組織與支援無殼蝸牛運動的學術團體「澄社」合辦「關心住宅座談會」，在輿論造勢上給予無住屋運動協助。並於仁愛路國泰總部，進行三天夜宿露營活動，以抗議壽險業者炒作房地產。                                                                                          |
| 1989 | 9  | 28 | 無住屋者團結組織於中正紀念堂舉行「百對無屋佳偶結婚典禮」。結縭30載的崔長英及崔陳水金夫婦二人亦在其列。 |
| 1989 | 9  | 30 | 無住屋者團結組織為紀念崔陳水金女士對組織的支持，原先預備成立之社區租屋服務中心，以「崔媽媽」作為命名。 |
| 1989 | 10 | 15 | 無住屋者團結組織在瑞安公園舉行記者會，正式成立崔媽媽租屋服務中心。 |
| 1989 | 10 | 16 | 無住屋者團結組織行文行政院，要求會見李煥院長以研討、解決住宅問題對策。 |
| 1989 | 11 | 2  | 無住屋者團結組織及藝術家賴守仁贈送「母子蝸牛」給行政院李院長，然而未被院方接受。組織隨後發表「我們對住宅政策的沉痛建言」。 |
| 1989 | 11 | 3  | 無住屋者團結組織再度前往贈送「母子蝸牛」，仍被行政院所拒絕。組織隨後發表「給李院長的公開信」，並公開徵求願為無殼蝸牛奮鬥的候選人收容母子蝸牛。 |
| 1989 | 11 | 4  | 多位年底選舉候選人表示願意收容李院長拒絕接受的「母子蝸牛」。 |
| 1989 | 11 | 5  | 無住屋者團結組織於行政院門前舉行蝸牛盃皮球賽，諷刺行政院跨部會住宅小組會議所提「改善當前住宅問題措施」。 |
| 1989 | 11 | 6  | 無住屋者團結組織拜會財政部，就「房屋租稅」與「壽險業投資不動產比例」兩項主題與財政部官員溝通。 |
| 1989 | 11 | 9  | 內政部邀請6、70名專家學者及蝸牛族代表就「房租管制問題」分批舉行座談會。 |
| 1989 | 11 | 11 | 無住屋者團結組織與澄社舉行「住宅運動與住宅政策座談會」。 |
| 1989 | 11 | 14 | 無住屋者團結組織代表拜會營建署，就國民住宅、土地、資金及自力造屋等問題與營建署官員交換意見。 |
| 1989 | 11 | 15 | 無住屋者團結組織代表拜會經建會並提出「加強懲罰性財稅措施，以平抑房屋市場的假性需求」、「二年內如期蓋滿五萬戶國宅的預計目標」、「擬定『公平租屋法』以保障租賃雙方合理權益」，以及「研擬『獎勵民間團體自力造屋條例』」等四項訴求。                                          |
| 1989 | 11 | 16 | 無住屋者團結組織要求會見行政院李院長屆滿一個月，致贈李院長象徵滿月的油飯及紅蛋。蝸牛代表並公布各部會住宅政策體檢表，抨擊行政院的住宅方案為一個沒有誠意的臨時條款。同日，組織將母子蝸牛分送至支持修改住宅政策的候選人競選總部以為其造勢。                                  |
| 1989 | 11 | 24 | 無住屋者團結組織抗議房地產財團進軍議會，並公布年底選舉與炒作財團有關的候選人「金名單」。 |
| 1989 | 11 | 29 | 無住屋者團結組織公布所推薦的選舉候選人名單。 |
| 1989 | 12 | 4  | 組織所推薦候選人名單當選率為6成左右。 |
| 1989 | 12 | 5  | 行政院「改善當前住宅問題因應措施方案」召開跨部會會議，並決定兩年內增建11萬戶平價住宅，將每戶首貸額度調高為90萬至120萬元。臺北縣長尤清表示將儘速收回淡水高爾夫球場，以供各種社會團體做為興建住宅之用。                                                                     |
| 1989 | 12 | 7  | 淡江大學學生成立「外宿學生權益促進會」，成為第一個與高房租抗爭的校園組織。 |
| 1989 | 12 | 27 | 中共的中新社評選八九年度臺灣十大新聞，無住屋者團結組織的夜宿忠孝東路抗議高房價的運動亦名列其中。 |
| 1990 | 1  | 15 | 無住屋者團結組織邀請新科立委與專業者都市改革組織於立法院舉行都市及住宅政策改革委員會籌備會，會中決議正式成立該組織。 |
| 1990 | 2  | 5  | 行政院審查會通過「保險法修正草案」，將保險業投資不動產比例從三分之一降至百分之二十五，無住屋者團結組織對此比例大表不滿，認為降幅過低，不足以抑制投機炒作。2月8日就財政部調低保險業資金投資不動產比例為25%的爭議，無住屋者團結組織提出開放「相互保險制度」為根本解決之道。 |
| 1990 | 3  | 12 | 無住屋者團結組織代表參加為期三天全國土地會議，並提出對相關政策的25點主張。 |
| 1990 | 3  | 22 | 李煥院長針對無住屋者團結組織4月15日的成立大會，事先要求內政部在4月14日前，對土地問題會議的結論提出執行的時間表。 |
| 1990 | 4  | 15 | 無住屋者團結組織召開成立大會。 |
| 1990 | 6  | 15 | 《蝸牛戰報》創刊號出刊。 |
| 1990 | 6  | 20 | 內政部委託無住屋者團結組織調查研究國宅現住戶及等候國宅者的滿意程度及需求意願。 |
| 1990 | 7  | 7  | 無住屋者團結組織義工陳冠甫，徐進鈺前往臺灣研究基金會發表無住屋者團結組織臺灣都市社會運動之社會學分析--以住宅運動為例論文。 |
| 1990 | 8  | 2  | 無住屋者團結組織與日本「日本土地住宅 FORUM」及韓國「經濟正義實踐聯合」假日本靜岡舉行「日韓台土地住宅問題連帶會議」。 |
| 1990 | 8  | 14 | 無住屋者團結組織拜會教育部談學生住宅問題與因應對策並提出七點主張。 |
| 1990 | 8  | 16 | 無住屋者團結組織拜會勞委會談勞工住宅問題與對策。 |
| 1990 | 8  | 21 | 無住屋者團結組織拜會財政部王建部長，並提出「防杜土地住宅投機炒作11點租稅改革政策」。 |
| 1990 | 8  | 25 | 因應政府對住宅問題並未有效回應，「無住屋者團結組織」於826夜宿忠孝東路隔年，再次發動825重返忠孝東路活動以作為抗議，卻遭時任行政院長郝柏村下令打壓。 |

### 造勢及各界回應
無住屋者團結組織成立之後，針對826夜宿忠孝東路行動，展開一系列前期造勢活動。除既有造勢活動外，組織因應房地產業者及政府部門的回應，設計一連串幽默、詼諧的抗爭風格，以抨擊官僚體系對住宅問題的無能及敷衍，同時藉由漫畫、文宣的方式，對抗以炒作者為主流的住宅商品化之主張。

#### 傳統媒體
1989年6月25日，《首都早報》以「你認為房價合理嗎？」為主題，邀請無住屋救援會組織發起人李幸長與王應傑辯論。6月30日，《華視新聞廣場》邀請無住屋者團結組織參加，與國立台灣大學建築與城鄉研究所教授王鴻楷、 國立政治大學地政學系教授張金鶚、臺灣房屋方瑞生進行電視辯論。

#### 街頭活動
1989年7月9日，無住屋者團結組織在臺北車站及鬧區發送「蝸牛主義宣言」
。7月17日，無住屋者團結組織至臺北縣、臺北市國民住宅抽籤會場散發傳單，邀請關心住宅問題的無殼蝸牛加入抗爭的行列。

#### 拜會黨政活動
1989年8月4日，無殼蝸牛代表陸續拜會各政黨（國民黨、民進黨、工黨、勞動黨）中央黨部，請各政黨年底勿推出與地產投機炒作掛勾的民意代表候選人
。8月15日，無住屋者團結組織參加立法院集思會舉行之「如何落實『住者有其屋』政策」座談會。8月18日，無住屋者團結組織於內政部「國民住宅問題記者會」會場外抗議。8月20日無殼蝸牛至行政院經濟建設委員會主任委員錢復家門口，邀請其參加忠孝東路夜宿活動。

#### 政府部門回應
1989年8月23日，因應無殼蝸牛訴求，內政部承諾推出大量中低價位國民住宅
。8月24日，無住屋者團結組織代表與行政院經濟建設委員會副主任委員蕭萬長共進早餐，邀請其參與826夜宿忠孝東路活動，未得到正面回應。8月25日，無住屋者團結組織代表至內政部拜會部長許水德，要求內政部制定房租管制辦法，同時邀請許水德參加826夜宿忠孝東路活動；同日下午，無住屋者團結組織代表再度前往內政部，抗議內政部次長張隆盛「全世界並無實施房租管制的先例」言論。

#### 826夜宿忠孝東路
由於當時集會結社自由才剛開放，整體社會仍不敢嘗試街頭抗議。為了讓更多的市民上街參與、抗議不合理的房價飆漲，以及政府縱容財團炒作房地產，1989年8月26日，無住屋者團結組織於全臺房價最高的忠孝東路舉行夜宿忠孝東路活動，融合了前所未有的元素，把街頭塑造成歡樂嘉年華會，希望透過幽默、諷刺手法引起民眾關注，並走上街頭聲援。
夜宿忠孝東路活動花了不到兩個月的時間，號召5萬名市民上街抗議高房價。除了是解嚴後第一場由公民自發性的社會運動之外，也是第一場以公共議題為主的運動，創下當時台灣史上最大規模的社會運動紀錄。
無殼蝸牛的運動策略雖然以輕鬆、歡樂的形式演出，但針對高房價議題仍以嚴肅態度對待。此一運動策略影響了臺灣的公民團體，形成在抗議現場演出行動劇的慣例。

#### 各界迴響
- 社會反應：針對826夜宿忠孝東路活動，聯合報調查中心的調查顯示，有8成以上民眾知曉此活動、6成以上民眾表示支持。[34]
- 立法部門：8月28日，臺北市議會第五屆第八次定期大會中，多數議員以「蝸牛住屋問題」作為質詢重點[35]；在野政黨各候選人亦舉辦「住者有其屋」住宅政策演講會。
- 行政部門：9月1日，財政部金融司修正《保險法》，限制保險公司投資不動產的金額比例[36]；9月23日，政府公布「當前住宅問題因應措施方案」；10月24日，行政院指示行政院經濟建設委員會成立部長級專案小組，針對財稅金融、住宅供給、土地政策、住宅資訊面上，落實執行「當年住宅問題因應措施方案」[37]，並訂於11月2日召開第一次會議。
- 學術界：於1989年9月13日，由一群建築與都市計畫專業相關的學者專家正式組成專業者都市改革組織，作為支援無殼蝸牛的智囊團。該組織的成立，對於無住屋者團結組織在對外訴求，並尋求建構專業權威時，取得了策略性的有利地位。專業者都市改革組織的成立，不僅象徵來自學界、專業者的反省及另一種聲音，同時意味著除了住宅危機之外，更要求都市全面性改革[38]。另一個支援蝸牛運動、集結臺灣學界自由派人士的學術團體澄社，於9月中旬以後，透過與無住屋者團結組織合辦座談會，幫助無住屋運動造勢與形成輿論[39]。

## 訴求與目標
當時提出的訴求主要為三個面向：
1. 居住理念：提出「住者有其屋」概念，認為「人者有其窩，擁有自己的家是最基本的權利，就如一隻蝸牛一個蝸。」
2. 政府制度：向政府提出平均地權、漲價歸公和稅制改革的要求，從制度層面作出改變。
3. 市場交易：希望政府能抑止炒房的風氣，使房價回到合理、民眾可負擔的範圍。

1989年7月，無住屋者團結組織在街頭發送《蝸牛主義宣言》，內容中提到他們的居住理念與訴求：
「所有動物中我們最羨慕蝸牛，因為它們都擁有自己的房子､自己的家。房子是他們生命的一部份，是它們最基本的權利，是它們的生活尊嚴的保障。而且蝸牛的社會也很合理，一隻蝸牛一個窩，既不少，也不貪多。

但是，請您想一想，假如蝸牛的殼變成可以炒賣謀利的商品，那麼會出現什麼樣的情形呢？有些貪心的蝸牛會開始買賣蝸牛殼，它們不肯合理地將多餘的殼讓給他的＂同胞＂使用，而需索高額的『殼租』或『殼價』。於是很快會出現一些買不起殼的『蝸牛』，一天到晚可憐兮兮地在找他的殼。但是，還好在蝸牛社會裡，蝸牛殼被視為是蝸牛生命中的一部份，事關重大，蝸牛的政府不會視而不見，會趕緊出來主持公道、想想辦法。

很不幸，我們就是這個社會中沒有殼的蝸牛。我們的個性很溫和，我們爬得很辛苦，我們從不抱怨，我們小小的心願就是辛苦工作，買到我們自己的窩。但是當我們好不容易累積了一點血汗錢的時候，卻發現在一夜之間所有蝸牛殼都漲價了。因為，那些已經有殼的人把我們的殼買走了。我們算了一下，絕望地發現，我們永遠也買不起殼了，我們的孩子大部分要做沒有殼的蝸牛了。

問題出在那裡呢？那些賣殼的專家告訴我們說：這是自由市場，怨不得別人。天啊！辛苦工作一輩子還買不起房子，難道是我們的錯嗎？如果不是我們的錯，我們這些溫溫吞吞､好脾氣的蝸牛有理由生氣吧？

我們呼籲我們的社會向蝸牛社會學習，把住宅當作基本人權，是不可讓渡的基本人權，是一個美滿與安定社會的基本條件。
我們呼籲我們的政府向蝸牛政府學習，即使幹什麼事都慢吞吞，房子這件事一定要急著去辦，幫我們主持公道的房屋價格，調配社會資源、廣興住宅。
我們呼籲那些已經有殼的同胞向蝸牛學習，不要把我們生活中不可缺少的房子，拿來當賭博的籌碼或謀利的工具，炒來炒去，搞得我們買不起房子 ，租不起房子 。當我們沒有殼的時候，我們可沒有蝸牛那麼溫和的好脾氣！！

最後，我們要呼籲我們社會中所有無殼的蝸牛團結起來，祇有團結起來才能改變目前這種不合理的住宅問題。團結起來，＂我們會有辦法的！＂」

## 運動演變與成果

#### 催生關注住宅議題的組織
隨著情勢的演變，運動母體的「無住屋組織」之組織活力日漸消退，留下兩個繼續運作的子部門：專業者都市改革組織與崔媽媽服務中心。
1、專業者都市改革組織（OURs）
專業者都市改革組織成立於1989年9月13日，由無殼蝸牛運動中的智囊團合作成立，結合了建築、都市計畫等住宅相關的專家學者。此組織從關注土地、住宅政策，轉化為以都市議題、及城市歷史、文化、空間、社區為主的運動團體。近年來則重新關注住宅政策、社會住宅推動與實價登錄制度。

2、崔媽媽基金會
1989年9月28日後，高房價已逐漸轉嫁到房租上面，租屋資訊受壟斷的現象逐漸嚴重。又逢928婚禮中的崔陳水金女士仙逝。為了紀念並感謝她對此運動的支持，蝸牛族將預備成立的社區租屋服務中心以「崔媽媽」命名，希望為房東、房客雙方提供免費的溝通橋樑，藉提供社會服務方式，建立聯絡網，擴大組織群眾基礎，並且為未來推動「公平租屋法」鋪路。

#### 選戰前的準備
隨著1989年年底選戰的接近，無住屋者團結組織認為在826夜宿忠孝東路活動後，已得到造勢階段方面、初步預估的效果。在形式上，幹部認為選舉對運動第二階段—立法階段而言，是一個轉機。因此想透過選舉過程，尋求民意機構的支持，進而影響政策、為立法運動奠基；另一方面，組織也希望利用選戰形勢為「928百對無屋佳偶結婚典禮」活動造勢。

在9月中旬，以組織名義寄出「住宅政見問卷調查表」給全國三百多位公職候選人，並對外宣稱此結果將於928當天活動中公布，以提供選民作為年底選舉之參考，這也是組織首次與公職選舉發生直接關係。

#### 組織於造勢到立法階段的過渡
隨著826夜宿忠孝東路及928婚禮活動結束之後，組織深刻意識到須透過與政府官員在檯面上的談判，結合群眾運動與談判溝通兩條路線，進一步施壓政策，達到改造政策的目的。因此，組織隨後行文至行政院，要求與行政部門進行對話，共同研討解決住宅問題之道。然而此構想卻受限於行政院長始終避不見面，迫使組織在談判施壓的對象上產生變化。

另一方面，關懷住宅問題的賴守仁藝術家所雕塑的「母子蝸牛」塑像，經由組織贈給李院長的方式，以凸顯行政部門無能顢頇的官僚作風。然而因行政院一再拒收「母子蝸牛」塑像，最後組織宣佈公開徵求願為無殼蝸牛奮鬥的候選人，使運動的階段可以順利過渡至立法路線。

#### 官僚的敷衍態度
行政部門感受到來自組織與一般民間的壓力，被迫提出對策以作為回應，因此在11月初由經建會召開跨部會住宅小組會議，針對「因應當前住宅問題措施方案」中十一項重要具體計劃，擬訂細部執行計劃統籌分工。然而在組織派代表拜會主管住宅政策的相關部會：內政部、財政部、經建會討論相關政策事宜的過程中，發現各部會之間相互推諉，諸如：財政與內政部會之間為了課房地產交易稅問題上，大踢皮球。

因此，組織決定在行政院門前舉行蝸牛盃皮球賽方式嘲諷，並在11月16日求見行政院長滿月時，公開抨擊此一方案是沒有誠意的「臨時條款」。至此，組織直接施壓行政部門的方式暫告一段落，轉而嘗試結合民意代表及公職人員，向政策改革方向努力。